# لين وتون
لين وتون (بالإنجليزية: Len Wootton)‏ (13 يونيو 1925 بستوك أون ترينت في المملكة المتحدة - 9 سبتمبر 1990 في المملكة المتحدة) هو لاعب كرة قدم بريطاني (وحمل سابقاً جنسية المملكة المتحدة لبريطانيا العظمى وأيرلندا) في مركز الهجوم. لعب مع بورت فايل وكوين أوف ساوث ونادي ريكسهام.